# Radiicephalus elongatus
Radiicephalus elongatus är en fiskart som beskrevs av Osório, 1917. Radiicephalus elongatus ingår i släktet Radiicephalus och familjen Radiicephalidae. Inga underarter finns listade i Catalogue of Life.